# Катастрофа на „Дъглас DC-3“ в Исландия през 1973 г.
На 21 ноември 1973 г. транспортен самолет „Дъглас R4D-8“ управляван от Военноморските сили на Съединените американски щати, изпълнява полет от летище „Хофн Хорнафьордур“, до военноморска въздушна база „Кеплавик“, Кеплавик, Исландия, след като доставя провизии за радарната станция в Стокснес. По пътя самолетът се сблъсква със силно заледяване и екипажът е принуден да кацне на замръзнала река в Солхеймасандур. Всички седем членове на екипажа оцеляват и са спасени с хеликоптер, но самолетът е отписан („обследван“ на жаргона на ВМС на САЩ). Останките на машината все още се намират на мястото на инцидента.
Към 2024 г. фюзелажът на самолета остава относително непокътнат, а мястото се е превръща в популярна туристическа дестинация. През годините по останките се появяват повърхностни щети от графити и дупки от куршуми, оставени от туристи. През януари 2020 г. двама китайски туристи умират от хипотермия близо до останките, след като са застигнати от буря. Месец по-късно спасителни екипи спасяват няколко туристи, които пренебрегват предупреждението на полицията да не се отправят към останките поради времето в района.